# Jhoan Durán
Jhoan Manuel Durán (Esperanza, República Dominicana, 8 de enero de 1998), más conocido como Jhoan Durán, es un jugador profesional dominicano de béisbol que se desempeña en la posición de lanzador en Philadelphia Phillies, equipo de las Grandes Ligas de Béisbol (MLB).

## Carrera
En 2022, Durán hizo su debut en la MLB con el equipo Minnesota Twins, donde lleva jugando tres temporadas.